# Collegio plurinominale Veneto 2 - 03 (2020)
Il collegio elettorale plurinominale Veneto 2 - 03 è un collegio elettorale plurinominale della Repubblica italiana per l'elezione della Camera dei deputati.

## Territorio
Come previsto dalla legge n. 51 del 27 maggio 2019, il collegio è stato definito tramite decreto legislativo all'interno della circoscrizione Veneto 2.
Il collegio comprende la zona definita dai due collegi uninominali Veneto 2 - 06 (Verona) e Veneto 2 - 07 (Villafranca di Verona) quindi tutta la provincia di Verona.

## XIX legislatura

### Risultati elettorali
|                               | Fratelli d'Italia                                       | 165 389 | 35,02 | 2 | 277 496 | 58,75 | 2 |  |  |
|                               | Lega per Salvini Premier                                | 64 397  | 13,63 | – | 277 496 | 58,75 | 2 |  |  |
|                               | Forza Italia                                            | 41 787  | 8,85  | 1 | 277 496 | 58,75 | 2 |  |  |
|                               | Noi Moderati                                            | 5 923   | 1,25  | – | 277 496 | 58,75 | 2 |  |  |
|                               | Partito Democratico - Italia Democratica e Progressista | 68 749  | 14,56 | – | 99 351  | 21,04 | – |  |  |
|                               | Alleanza Verdi e Sinistra                               | 14 655  | 3,10  | – | 99 351  | 21,04 | – |  |  |
|                               | +Europa                                                 | 14 330  | 3,03  | – | 99 351  | 21,04 | – |  |  |
|                               | Impegno Civico – Centro Democratico                     | 1 617   | 0,34  | – | 99 351  | 21,04 | – |  |  |
|                               | Azione - Italia Viva                                    | 40 490  | 8,57  | – | 40 490  | 8,57  | – |  |  |
|                               | Movimento 5 Stelle                                      | 27 449  | 5,81  | – | 27 449  | 5,81  | – |  |  |
|                               | Italexit                                                | 11 640  | 2,46  | – | 11 640  | 2,46  | – |  |  |
|                               | Vita                                                    | 6 416   | 1,36  | – | 6 416   | 1,36  | – |  |  |
|                               | Italia Sovrana e Popolare                               | 5 274   | 1,12  | – | 5 274   | 1,12  | – |  |  |
|                               | Unione Popolare                                         | 4 183   | 0,89  | – | 4 183   | 0,89  | – |  |  |
| Totale                        | Totale                                                  | 472 299 | 100   | 3 | 472 299 | 100   | 2 |  |  |
|                               |                                                         |         |       |   |         |       |   |  |  |
| Voti non validi               | Voti non validi                                         | 15 976  | 3,27  |   |         |       |   |  |  |
| Votanti                       | Votanti                                                 | 488 275 | 70,56 |   |         |       |   |  |  |
| Elettori                      | Elettori                                                | 692 033 |       |   |         |       |   |  |  |
|                               |                                                         |         |       |   |         |       |   |  |  |
| Data: 25 settembre 2022       |                                                         |         |       |   |         |       |   |  |  |
| Fonte: Ministero dell'interno |                                                         |         |       |   |         |       |   |  |  |

### Eletti

#### Eletti nei collegi uninominali
Eletti nella coalizione di centro-destra (FdI - Lega - FI - NM)
| Collegio uninominale     | Eletto | Eletto          | Partito           |
| ------------------------ | ------ | --------------- | ----------------- |
| 6. Verona                |        | Lorenzo Fontana | Lega              |
| 7. Villafranca di Verona |        | Ciro Maschio    | Fratelli d'Italia |

#### Eletti nella quota proporzionale
| Fratelli d'Italia                 | Forza Italia |
| --------------------------------- | ------------ |
|                                   |              |
| Maddalena Morgante Marco Padovani | Flavio Tosi  |

1. ↑  Dimissionario in data 09.07.2024 (incompatibile con la carica di europarlamentare). Lo stesso giorno gli subentra Maria Paola Boscaini.